# Kim Jun-hyeon
Kim Jun-hyeon (21 juli 1992) is een Zuid-Koreaans voormalig skeletonracer.

## Carrière
Kim nam het grootste deel van zijn carrière deel aan wedstrijden in de lagere reeksen maar maakte in het seizoen 2017/18 zijn wereldbekerdebuut, hij eindigde dat seizoen als 40e in de eindstand. Het seizoen erop nam hij deel aan twee wereldbekerwedstrijden hij eindigde als 31e in het klassement. Eind 2018 stopte hij met skeleton.

## Resultaten

### Wereldbeker
Eindklasseringen
| Seizoen   | Rang |
| --------- | ---- |
| 2017/2018 | 40e  |
| 2018/2019 | 31e  |